# Adnan Ahmed
Adnan Ahmed (ur. 7 czerwca 1984 w Burnley) – pakistański piłkarz występujący na pozycji pomocnika.

## Kariera klubowa
Ahmed urodził się w Anglii w rodzinie pochodzenia pakistańskiego. Jako junior grał w zespołach Bury, Manchester United oraz Huddersfield Town. W 2003 roku został włączony do pierwszej drużyny Huddersfield, grającej w Division Three. W 2004 roku awansował z nią do League One. W Huddersfield grał jeszcze przez 3 lata..
W 2007 roku Ahmed odszedł do Tranmere Rovers, także grającego w League One. W sezonie 2008/2009 był stamtąd wypożyczany do Mansfield Town (Conference National) oraz Port Vale (League Two).
W 2009 roku przeszedł do węgierskiego Ferencvárosi TC. Po roku wyjechał do Iranu, by grać w tamtejszym Abu Moslem Meszhed z Azadegan League. W 2011 roku Ahmed wrócił do Anglii, gdzie został graczem siódmoligowego Bradford Park Avenue.

## Kariera reprezentacyjna
W reprezentacji Pakistanu Ahmed zadebiutował 22 października 2007 roku w przegranym 0:7 meczu eliminacji Mistrzostw Świata 2010 z Irakiem. 4 kwietnia 2008 roku w przegranym 1:3 towarzyskim spotkaniu ze Sri Lanką strzelił pierwszego gola w drużynie narodowej.